# Transeius lisei
Transeius lisei är en spindeldjursart som beskrevs av Ferla och Silva 2008. Transeius lisei ingår i släktet Transeius och familjen Phytoseiidae. Inga underarter finns listade i Catalogue of Life.